# 麻栗坡贝母兰
麻栗坡贝母兰（学名：Coelogyne malipoensis），为兰科贝母兰属下的一个植物种。种加词 malipoensis 意为“云南省文山州麻栗坡县的”。